# 阿博加 (加利福尼亞州)
阿博加（英語：Arboga）是位於美國加利福尼亞州尤巴縣的一個非建制地區。該地的面積和人口皆未知。

## 地理
阿博加的座標為39°03′05″N 121°33′21″W / 39.05139°N 121.55583°W，而該地的平均海拔高度為17米（即56英尺）。